# Вашлеви
Вашлеви (груз. ვაშლევი) — село в Грузии, на территории Харагаульского муниципалитета края (мхаре) Имеретия.

## География
Село находится в западной части Грузии, на правом берегу реки Вашлевула (правый приток Дзирулы), на расстоянии 36 километров к северо-востоку от посёлка городского типа Харагаули, административного центра муниципалитета. Абсолютная высота — 690 метров над уровнем моря.

## Население
По результатам официальной переписи населения 2014 года, в Вашлеви проживало 209 человек (106 мужчин и 103 женщины). В национальной структуре населения грузины составляли 100 %.
| Год  | Население, человек |
| ---- | ------------------ |
| 2002 | 120                |
| 2014 | ↗ 209              |